# Takahashi-gawa
Le fleuve Takahashi (高梁川, Takahashi-gawa) est un fleuve du Japon situé dans la préfecture d'Okayama au Japon.

## Géographie
Le fleuve Takahashi, long de 111 km, prend sa source sur le mont Hanamiya à Niimi, sur l'île de Honshū au Japon. S'écoulant dans l'ouest de la préfecture d'Okayama, il suit un cours orienté nord-sud et traverse les villes de Takahashi et Sōja, avant de se jeter dans la mer intérieure de Seto au niveau de la ville de Kurashiki.